# Пусанский мост
Пусанский мост (кор. 부산대교 Великий мост Пусан) — автомобильный мост, соединяющий районы Йондогу и Чунку города-метрополии Пусан, Республика Корея. Самый длинный арочный мост в стране.

## Название
Первоначально Пусанским мостом назывался расположенный рядом разводной мост. В 1980 году это название перешло к новому мосту, а старый был переименован в Мост Йондо.

## История
Строительство началось 8 октября 1976 года и было приурочено к 100-летию открытия порта Пусан. Открытие моста состоялось 30 января 1980 года.

## Конструкция
Мост арочный стальной. Русловая часть перекрывается трехпролëтной неразрезной аркой, к которой примыкают береговые эстакады. Длина центрального пролёта — 160 м. Высота моста составляет 18 м, высота арки — 31 м. Общая длина моста составляет 694 м, ширина — 20 м (ширина проезжей части 16 м и два тротуара по 2 м).
Мост предназначен для движения автотранспорта и пешеходов. Проезжая часть включает в себя 4 полосы для движения автотранспорта. Тротуары отделены от проезжей части металлическим ограждением. Перильное ограждение металлическое. На устоях устроены лестничные сходы на набережные.